# پاتریشیا مارتینز آگوستو
پاتریشیا مارتینز آگوستو (انگلیسی: Patricia Martínez Augusto؛ زادهٔ ۱۵ مارس ۱۹۹۰) بازیکن فوتبال اهل اسپانیا است.
از باشگاه‌هایی که در آن بازی کرده‌است می‌توان به باشگاه فوتبال زنان بارسلونا، باشگاه فوتبال بارسلونا بی، و باشگاه فوتبال بارسلونا اشاره کرد.
وی همچنین در تیم ملی فوتبال Spain U19 بازی کرده‌است.